# 메리 로치

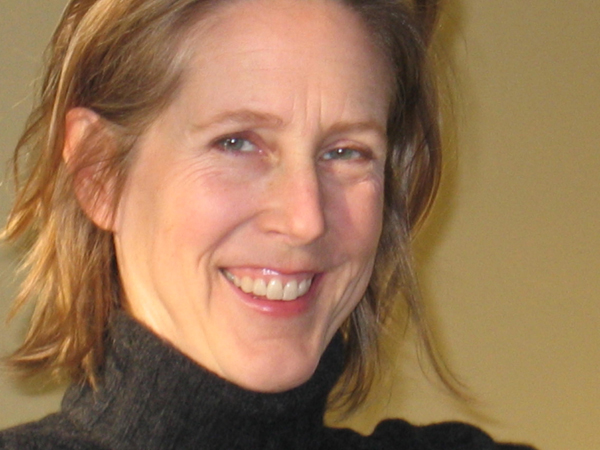
메리 로치

메리 로치(Mary Roach, 1959년 3월 20일 ~ )는 통속 과학(Popular Science)을 전문으로 하는 미국의 작가이다. 로치는 사후 세계, 성 등을 주제로 하는 여러 권의 책을 썼다.
미국 뉴햄프셔주 출신인 로치는 1981년 웨슬리언 대학교에서 심리학 학사를 받았다. 대학을 졸업한 로치는 캘리포니아주의 샌프란시스코로 건너가 몇년간 프리랜서 책 편집자(copy editor)로 활동했다.
로치는 샌프란시스코 동물원의 보도자료를 쓰는 것으로 작가로서의 첫 발을 내디뎠다. 샌프란시스코 동물원에서 일하는 동안 로치는 샌프란시스코 크로니클의 일요 매거진에 글을 기고하기도 했다.
1996년부터 2005년까지 로치는 더 그로토(The Grotto)에 소속돼 있었다. 더 그로토는 샌프란시스의 작가들과 영화 제작자들의 모임이다. 더 그로토에서 활동하는 동안 로치는 첫 번째 저작을 쓰게 됐다.